# 蒿坝镇
蒿坝镇，是中华人民共和国四川省宜宾市筠连县辖下的一个乡镇级行政单位。

## 行政区划
蒿坝镇下辖以下地区：
蒿坝社区、蒿坝村、高桥村、高兴村、高龙村、高坪村、高石村、齐心村、中山村、水龙村、水坪村、平安村、青花村、金坷村、高原村和合力村。